# Kismaros
Kismaros é um município da Hungria, situado no condado de Peste. Tem 11,96 km² de área e sua população em 2015 foi estimada em 2.294 habitantes.